# 利得稅
利得稅 （英語：Profits tax）是直接稅中的入息稅。

## 香港
按《香港法例》第112章，《稅務條例》第14條，任何人士在香港經營活動（包括行業、專業或業務），以每個課稅年度計算，從該活動中，產生或得自香港的應評稅利潤，減去可扣減支出，所得的凈額，用香港利得稅標準稅率計算，每年必須向香港稅務局報稅，及每年交付香港利得稅。
除非法例另有指定（例如第5條物業稅，第8條薪俸稅或者第88條慈善機構等的條例）之外，利得稅課稅對象不單是公司，也包括自然人的獨資經營、合夥經營、其他法人或者社會團體等，只要是任何人士經營活動合符《稅務條例》第14條的規定，都是利得稅納稅人。
2018年4月1日起，香港實施2017年《施政報告》所宣佈的利得稅兩級制。利得稅兩級制下，法團首200萬元利得稅稅率將由16.5%降至8.25%，而其後的利潤則按原來的16.5%徵稅。獨資及合夥業務的非法團業務的兩級利利得稅稅率相應為7.5%及15%。

## 課稅年度
在香港，利得稅的課稅年度是可以由納稅人自由選擇，一般是跟該納稅人的會計年度一致的。
例如可以是：
1. 每年西曆的4月1日至下一年的3月31日；或者
2. 每年西曆的1月1日至同一年的12月31日；又或者
3. 每年農曆的正月初十至下一年的農曆的正月初九都可以。

在香港，財政年度是每年西曆的4月1日至翌年的3月31日。

## 外部参考
- 《香港法例》第112章 《税務條例》

1. ↑  . 香港特別行政區政府新聞公報. 2018-03-29  [2022-02-21]. （原始内容存档于2021-06-06）.